# 林子平

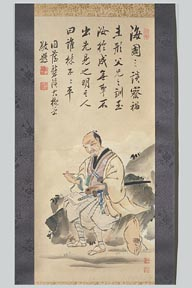
林子平肖像（大槻磐渓賛）

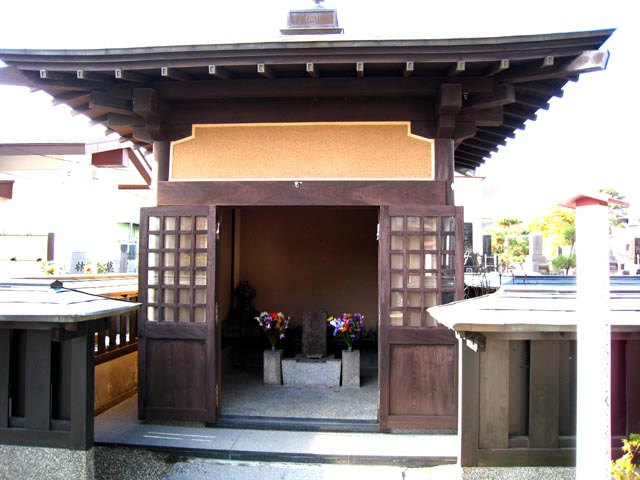
仙台市龍雲院にある林子平の墓

林 子平（はやし しへい）元文3年6月21日（1738年8月6日） - 寛政5年6月21日（1793年7月28日））は、江戸時代後期の経世論家。諱は友直。のちに六無斎主人と号した。
高山彦九郎・蒲生君平と共に、「寛政の三奇人」の一人（「奇」は「優れた」という意味）。

## 人物・生涯
元文3年（1738年）、幕臣岡村良通の次男として江戸に生まれる。父の岡村良通は御書物奉行（620石）として仕えていたが、子平が3歳の頃、故あって浪人の身となり、家族を弟の林従吾（林道明）に預け諸国放浪の旅に出た。子平らは、大名家に往診にも行く開業医であった叔父の従吾のもとで養われる。
まもなく、長姉と次姉は仙台藩の江戸屋敷に奉公するようになり、仙台藩5代藩主伊達吉村の侍女として仕えた。次姉のなお（きよ）はその容姿と心ばえが吉村に愛され、やがて6代藩主となる宗村の側室に抜擢され、お清の方と呼ばれるようになった。お清の方は1男1女をもうけた。男子はのちに三河国刈谷藩主土井利信の養嗣子となる土井利置、女子は出雲松江藩主松平治郷の正妻となる方子（青楽院）である。
お清の方の縁で、養父の従吾は仙台藩の禄を受けるようになった。従吾の没後、子平の兄の林友諒が封を継ぎ、宝暦6年（1756年）に正式に仙台藩士として150石が下された。同年5月に宗村が死去すると、友諒は家族を引き連れ、仙台川内に移住した。子平は部屋住みの身で妻子は持たなかったが、仙台藩士として生活するようになった。
子平はみずからの教育政策や経済政策を藩上層部に進言するが聞き入れられず、禄を返上して藩医であった兄友諒の部屋住みとなり、北は松前から南は長崎まで全国を行脚する。長崎や江戸で学び、大槻玄沢、宇田川玄随、桂川甫周、工藤平助らと交友する。ロシアの脅威を説き、『三国通覧図説』『海国兵談』などの著作を著し、「およそ日本橋よりして欧羅巴に至る、その間一水路のみ」と喝破して、当時の人びとを驚かせた。『海国兵談』の序を書いたのは、仙台藩医工藤平助であった。また『富国策』では藩の家老佐藤伊賀にあて藩政について説いたが、採用はされなかった。
『海国兵談』は海防の必要性を説く軍事書であったため、出版に協力してくれる版元を見つけることができなかった。そこで子平は、16巻・3分冊もの大著の版木を自ら彫り、自費出版で須原屋市兵衛から刊行した。『海国兵談』は寛政3年（1791年）、仙台で上梓された。しかし幕閣以外の者が幕政に容喙するのはご法度であり、両著はともに発禁処分が下され、『海国兵談』は版木没収の処分を受けることとなった。しかしその後も自ら書写本を作り、それがさらに書写本を生むなどして後に伝えられた。
最終的に、仙台の兄友諒の許へと強制的に帰郷させられた上、蟄居に処される。蟄居中、その心境を「親も無し　妻無し子無し版木無し　金も無けれど死にたくも無し」と嘆き、自ら六無斎（ろくむさい）と号した。林子平の謹慎の地となった仙台市若林区表柴田町（仙台第一高等学校南側）には「林子平ゆかりの地」の説明板が設置されている。
寛政5年6月21日（1793年7月28日）死去。享年56。
林子平の墓は仙台市青葉区の龍雲院にあるが、その龍雲院の所在地は1967年（昭和42年）の住居表示の際にそれまでの半子町から、墓があることにちなみ子平町と改称されている。
明治15年（1882年）、正五位を追贈された。

## 系譜
- 父：岡村良道
- 母：不詳
- 養父：林従吾（林道明）
  - 姉：なよ
  - 姉：なお（きよ）仙台藩5代藩主伊達吉村の侍女として仕え、のちに仙台藩6代藩主伊達宗村の側室となりお清の方と呼ばれた。
  - 兄：林友諒（林嘉善）
  - 妹：多智

## 全集
- 『新編林子平全集』全5巻　山岸徳平,佐野正巳共編　第一書房　1978年-1980年
- 『林子平全集』全2巻　山本饒編　生活社　1943年-1944年

## 三国通覧図説
『三国通覧図説』は、長崎よりオランダ、ドイツへと渡り、ロシアでヨーロッパの各言語に翻訳された。地図は正確ではなく、本州・四国・九州以外の地域はかなり杜撰に描かれているものであった。韓国および中国において、一部の研究者はこのドイツ語版もしくはフランス語版が、ペリー提督との小笠原諸島領有に関する日米交渉の際に、日本の領有権を示す証拠として使用されたと主張している。
韓国ではこれを、同国の竹島・対馬領有権の証拠と主張し、中国ではこれを、同国の尖閣諸島領有権の証拠と主張している。しかし、19世紀に日米間で小笠原諸島の領有権を争った事実はなく、日米両国にそういった記録は存在していない。『三国通覧図説』が小笠原諸島領有における日米交渉に使われたという話は『河北新報』に掲載された林子平を題材とする新聞小説が元ネタであるとされている(若松正志「小笠原諸島の領有と林子平恩人説の展開」『日本史研究』536,2007.4,p.103）。
林子平が『三国通覧図説』の中に描いた「三国接壤之図」には、主にロシア、朝鮮、日本が描かれていて、朝鮮のすぐ東に島が一つ、そして日本海の中央に竹嶋と記された島とその横に小さな島が描かれていて、この3島はすべて朝鮮と同じ黄色で塗られ、日本領ではないと区別されている。中央の2島の横には「朝鮮之持也」と記されていて、竹嶋（鬱陵島）とそのすぐ東にある小島が朝鮮領であると表示している。この小島を日本側は鬱陵島から約2kmの距離にある竹嶼だというが、保坂祐二はこの小島が松島（独島）であり、朝鮮領となっているとする。その理由として、『三国通覧図説』の日本図の部分は長久保赤水の地図に拠ったとした点を挙げている。
これに対して日本側からは、この「竹島」は、鬱陵島から約2kmの距離にある竹嶼だと反論されている。なぜならこの記述は、1711年に朴錫昌が提出した「欝陵島図形」の系統を引くもので、「その竹嶋には、「此嶋ヨリ隠州ヲ望／朝鮮ヲモ見ル」と記されたもう一つの付記がある。これは林子平が「三国接壌図」を作図する際、その中心に置いた長久保の『日本輿地路程全図』に由来する文言で、齋藤豊仙の『隠州視聴合記』からの引用文である。そこに林子平が改めて「朝鮮ノ持也」と注記したのは、『日本輿地路程全図』では欝陵島を日本領として認識していたからで、注記の対象は欝陵島だけになるから」である。

## 備考・エピソード
- ハヤシライスを発明した人物は、子平の家系（子平の姉の子孫）である、とする説もある。
- 子平の号六無斎にあやかって、五無斎（保科百助）、八無斎（原田大六）と号した人物がいる。
- 古今亭志ん生 (5代目)は、りん夫人との縁談話に対し、「かせぎもないし、財産もないし、着るもんだってありゃァしないよ。江戸時代にいた林子平てえ人の親戚みてえなもンだよ」と念を押した。[7]

## 林子平が登場する作品
- みなもと太郎「風雲児たち」
- Lederer, Friedrich (Transl.,Ed.), Diskurs über die Wehrhaftigkeit einer Seenation (Kaikoku Heidan), Munich, Iudicium, 2003 (First translation of this work in a foreign language)
- 植松三十里『彫残二人』中央公論新社 2008年　中山義秀文学賞受賞作品

## 関連文献
- 平重道『林子平　その人と思想』宝文館出版、1977年
- 永田衡吉編『林子平』大日本雄辯會講談社　1943年
- 中居光男『先哲林子平先生の生涯』林子平先生二〇〇年顕彰実行委員会　1992年
- 『林子平展 その生涯と思想 企画展図録』仙台市博物館　1992年